# Slagnäs
Slagnäs is een dorp (småort) binnen de Zweedse gemeente Arjeplog. Het is gelegen tussen Arvidsjaur en Sorsele langs de Europese weg 45, voorheen rijksweg 45. Het heeft ook een stationsgebouw, doch dat is alleen 's zomers nog in gebruik als de Inlandsbanan het dorp passeert. Tussen Arvidsjaur en Sorsele vindt verder over die 80 kilometer geen geconcentreerde bewoning plaats; het landschap bevat op een zomerdag alle schakeringen groen en bruin vanwege de vele graslanden, bossen en moerassen hier. Elanden, rendieren, zwaluwen en eventueel kraanvogels en arenden wonen en leven hier, naast natuurlijk de talloze insecten (lees muggen).
Slagnäs is gelegen op een landtong (nes) aan de linkeroever van de Skellefterivier. Aan dezelfde zijde van de rivier ligt een vakantiedorp. Aan de overzijde van de rivier staat een waterkrachtcentrale.
Slagnäs ligt op de grens met Västerbottens län.
Bestuurscentrum: Arjeplog (tätort)
Småort: Laisvall · Slagnäs
Overig: Adolfström · Gautosjö · Hällbacken · Jäkkvik · Kasker · Kurrokvejk · Laisvall by · Luokta-Mavas · Maskaur · Mellanström · Miekak · Örnvik · Racksund · Semisjaur-Njarg · Ståkke · Svaipa · Tjärnberg · Västra Kikkejaur